# Voli spaziali senza equipaggio per la ISS

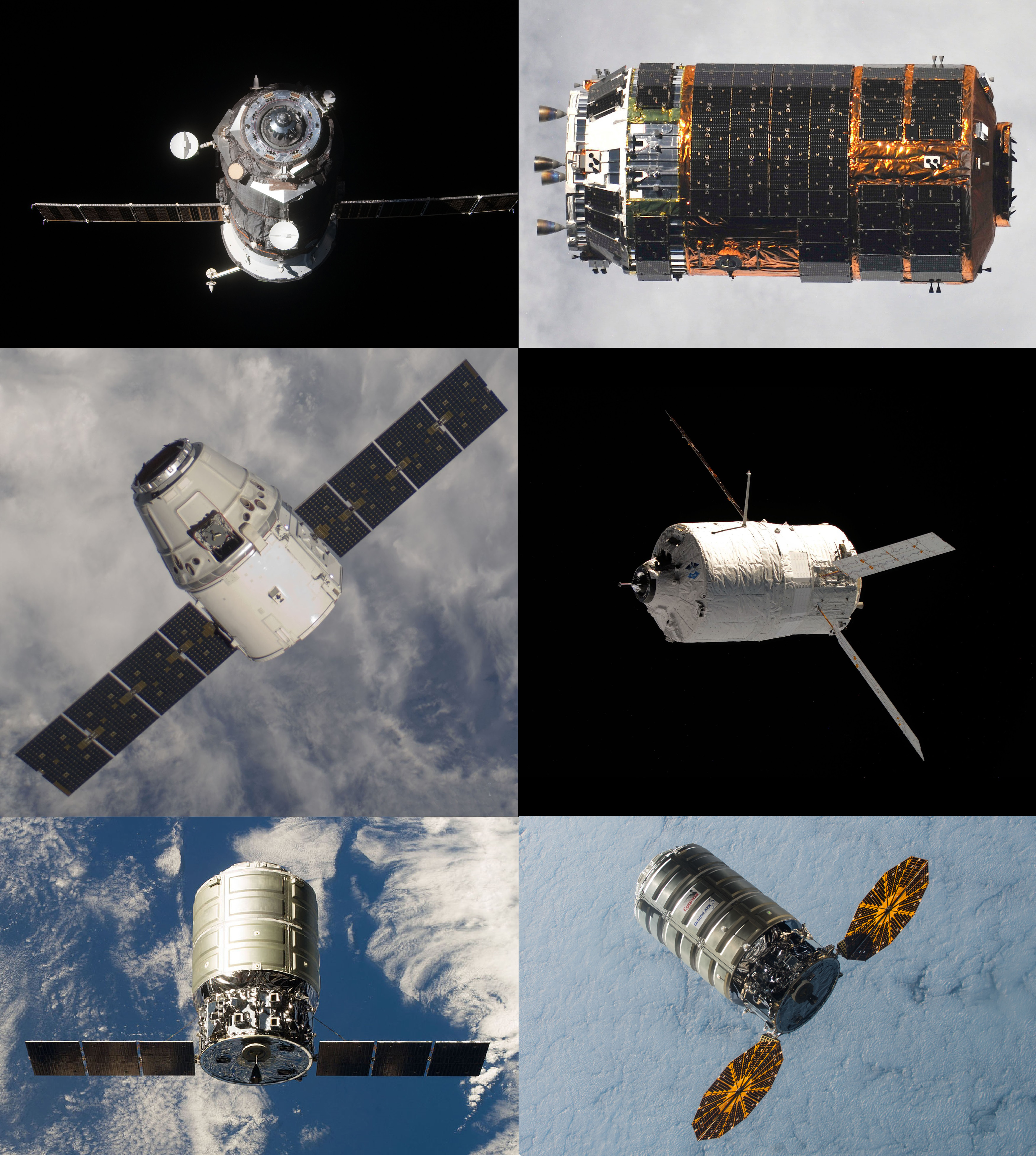
In senso orario: Progress, HTV, ATV, Enhanced Cygnus, Standard Cygnus, e Dragon 1

I voli spaziali senza equipaggio per la Stazione spaziale internazionale (ISS) vengono effettuati per trasportare merci e, di rado, per consegnare i moduli russi alla ISS. Al 2023 le missioni di rifornimento vengono svolte usando diversi veicoli spaziali: la navicella russa Progress, la navicella statunitense Cargo Dragon, la navicella statunitense Cygnus. Fino al 2015 veniva usata anche la navicella europea ATV e fino al 2020 la navicella giapponese HTV. Le Progress utilizzano il sistema Kurs per attraccare in modo automatico alla Stazione spaziale internazionale, con il sistema manuale TORU come backup. Anche gli ATV utilizzavano Kurs ma non erano dotati del sistema TORU. Le navicelle HTV, Dragon 1 (nella fase 1 del CRS) e Cygnus venivano agganciate alla ISS con l'ausilio del braccio robotico Canadarm2 manovrato da un astronauta a bordo e poi attraccate al boccaporto nadir dei moduli Harmony o Unity dai controllori di volo a Terra. Nella fase 2 del CRS, la navicella Dragon (Cargo Dragon) è stata dotata di modalità di attracco automatico ed è in grado di attraccare autonomamente al boccaporto anteriore o zenith di Harmony. A dicembre 2022, la maggior parte delle missioni di rifornimento della Stazione spaziale internazionale sono state svolte da veicoli Progress. Per il trasporto delle merci sulla ISS, la Russia ha utilizzato i voli senza equipaggio della navicella Progress mentre gli Stati Uniti hanno utilizzavano principalmente gli Space Shuttle per missioni ibride per il trasporto sia di astronauti che del carico utile. Dalla cancellazione del programma Space Shuttle nel 2011, il numero di voli con e senza equipaggio da parte di Stati Uniti e Russia sono equiparabili.
Per evitare confusione, questo elenco include la Sojuz MS-23, che è stata lanciata senza equipaggio ed è atterrata con equipaggio, ma non include Sojuz MS-22, che è stata lanciata con equipaggio ed è atterrata senza equipaggio, la quale è elencata invece nei Voli spaziali con equipaggio umano dal 2020 ad oggi.

## Voli spaziali completati e in corso
Questo è un elenco dei voli spaziali senza equipaggio verso la Stazione Spaziale Internazionale. Le missioni ancora in corso (moduli o veicoli spaziali di rifornimento) sono colorati di celeste.
| #   | Veicolo - ISS flight number             | Paese                     | Missione              | Lanciatore       | Data lancio (UTC)     | Data aggancio (UTC) | Data sgancio (UTC) | Durata | Deorbit                                                           |
| --- | --------------------------------------- | ------------------------- | --------------------- | ---------------- | --------------------- | --- | --- | --- | ----------------------------------------------------------------- |
| 1   | Zarja - ISS-1A/R                        | Russia (bandiera)         | Modulo                | Proton K         | 20 nov 1998, 06:40    | Raggiunta l'orbita della ISS: 25 nov 1998 | primo modulo della ISS | primo modulo della ISS | primo modulo della ISS                                            |
| 2   | Zvezda - ISS-1R                         | Russia (bandiera)         | Modulo                | Proton K         | 12 lug 2000, 04:56    | 26 lug 2000, 00:44 | agganciato alla ISS | agganciato alla ISS | agganciato alla ISS                                               |
| 3   | Progress M1-3 - ISS-1P                  | Russia (bandiera)         | Logistica             | Sojuz U          | 6 ago 2000, 18:26     | 8 ago 2000, 20:12 | 1 nov 2000, 04:04 | 84 giorni 7 ore 52 min | 1 nov 2000                                                        |
| 4   | Progress M1-4 - ISS-2P                  | Russia (bandiera)         | Logistica             | Sojuz U          | 16 nov 2000, 01:32    | 18 nov 2000, 03:47 | 1 dic 2000, 16:22 | 13 giorni 12 ore 35 min | 8 feb 2001                                                        |
| 4   | Progress M1-4 - ISS-2P                  | Russia (bandiera)         | Logistica             | Sojuz U          | 16 nov 2000, 01:32    | 26 dic 2000, 11:03 | 8 feb 2001, 11:26 | 44 giorni 23 min | 8 feb 2001                                                        |
| 5   | Progress M-44 - ISS-3P                  | Russia (bandiera)         | Logistica             | Sojuz U          | 26 feb 2001, 08:09    | 28 feb 2001, 09:50 | 16 apr 2001, 08:48 | 46 giorni 22 ore 58 min | 16 apr 2001                                                       |
| 6   | Progress M1-6 - ISS-4P                  | Russia (bandiera)         | Logistica             | Sojuz FG         | 20 mag 2001, 22:32    | 23 mag 2001, 00:24 | 22 ago 2001, 06:02 | 91 giorni 5 ore 38 min | 22 ago 2001                                                       |
| 7   | Progress M-45 - ISS-5P                  | Russia (bandiera)         | Logistica             | Sojuz U          | 21 ago 2001, 09:24    | 23 ago 2001, 09:51 | 22 nov 2001, 16:12 | 91 giorni 6 ore 21 min | 22 nov 2001                                                       |
| 8   | Pirs - ISS-4R                           | Russia (bandiera)         | Modulo                | Sojuz U          | 14 set 2001, 23:35    | 17 set 2001, 01:05 | 26 lug 2021, 10:55 Progress MS-16 | 7252 giorni 9 ore 50 min | 26 lug 2021 Progress MS-16                                        |
| 8   | Progress M-SO1 - ISS-4R                 | Russia (bandiera)         | Consegna Pirs         | Sojuz U          | 14 set 2001, 23:35    | 17 set 2001, 01:05 | 26 set 2001,15:36 | 9 giorni 14 ore 31 min | 26 set 2001                                                       |
| 9   | Progress M1-7 - ISS-6P                  | Russia (bandiera)         | Logistica             | Sojuz FG         | 26 nov 2001, 18:24    | 28 nov 2001, 19:43 | 19 mar 2002, 17:43 | 110 giorni 22 ore | 20 mar 2002                                                       |
| 10  | Progress M1-8 - ISS-7P                  | Russia (bandiera)         | Logistica             | Sojuz U          | 21 mar 2002, 20:13    | 24 mar 2002, 20:57 | 25 giu 2002, 08:26 | 92 giorni 11 ore 29 min | 25 giu 2002                                                       |
| 11  | Progress M-46 - ISS-8P                  | Russia (bandiera)         | Logistica             | Sojuz U          | 26 giu 2002, 05:36    | 29 giu 2002, 06:23 | 24 set 2002, 13:59 | 87 giorni 7 ore 36 min | 14 ott 2002                                                       |
| 12  | Progress M1-9 - ISS-9P                  | Russia (bandiera)         | Logistica             | Sojuz FG         | 25 set 2002, 16:58    | 29 set 2002, 17:00 | 1 feb 2003, 16:00 | 124 giorni 23 ore | 1 feb 2003                                                        |
| 13  | Progress M-47 - ISS-10P                 | Russia (bandiera)         | Logistica             | Sojuz U          | 2 feb 2003, 12:59     | 4 feb 2003, 14:49 | 28 ago 2003, 22:48 | 205 giorni 7 ore 59 min | 28 ago 2003                                                       |
| 14  | Progress M1-10 - ISS-11P                | Russia (bandiera)         | Logistica             | Sojuz U          | 8 giu 2003, 10:34     | 11 giu 2003, 11:15 | 4 set 2003, 19:41 | 85 giorni 8 ore 26 min | 3 ott 2003                                                        |
| 15  | Progress M-48 - ISS-12P                 | Russia (bandiera)         | Logistica             | Sojuz U          | 29 ago 2003, 01:48    | 31 ago 2003, 03:40 | 28 gen 2004, 08:35 | 150 giorni 4 ore 55 min | 28 gen 2004                                                       |
| 16  | Progress M1-11 - ISS-13P                | Russia (bandiera)         | Logistica             | Sojuz U          | 29 gen 2004, 11:58    | 31 gen 2004, 13:13 | 24 mag 2004, 09:19 | 113 giorni 20 ore 6 min | 3 giu 2004                                                        |
| 17  | Progress M-49 - ISS-14P                 | Russia (bandiera)         | Logistica             | Sojuz U          | 25 mag 2004, 12:34    | 27 mag 2004, 13:54 | 30 lug 2004, 06:05 | 63 giorni 16 ore 11 min | 30 lug 2004                                                       |
| 18  | Progress M-50 - ISS-15P                 | Russia (bandiera)         | Logistica             | Sojuz U          | 11 ago 2004, 05:03    | 14 ago 2004, 05:03 | 22 dic 2004, 18:37 | 130 giorni 13 ore 34 min | 22 dic 2004                                                       |
| 19  | Progress M-51 - ISS-16P                 | Russia (bandiera)         | Logistica             | Sojuz U          | 23 dic 2004, 22:19    | 25 dic 2004, 23:58 | 27 feb 2005, 16:07 | 63 giorni 16 ore 9 min | 9 mar 2005                                                        |
| 20  | Progress M-52 - ISS-17P                 | Russia (bandiera)         | Logistica             | Sojuz U          | 28 feb 2005, 19:09    | 2 mar 2005, 19:10 | 16 giu 2005, 20:15 | 106 giorni 1 ore 5 min | 16 giu 2005                                                       |
| 21  | Progress M-53 - ISS-18P                 | Russia (bandiera)         | Logistica             | Sojuz U          | 16 giu 2005, 23:09    | 19 giu 2005, 00:45 | 7 set 2005, 06:26 | 80 giorni 5 ore 41 min | 7 set 2005                                                        |
| 22  | Progress M-54 - ISS-19P                 | Russia (bandiera)         | Logistica             | Sojuz U          | 8 set 2005, 09:08     | 10 set 2005, 10:42 | 3 mar 2006, 10:06 | 173 giorni 23 ore 24 min | 3 mar 2006                                                        |
| 23  | Progress M-55 - ISS-20P                 | Russia (bandiera)         | Logistica             | Sojuz U          | 21 dic 2005, 18:38    | 23 dic 2005, 19:46 | 19 giu 2006, 14:06 | 177 giorni 18 ore 21 min | 19 giu 2006                                                       |
| 24  | Progress M-56 - ISS-21P                 | Russia (bandiera)         | Logistica             | Sojuz U          | 24 apr 2006, 16:03    | 26 apr 2006, 16:12 | 19 set 2006, 00:28 | 145 giorni 6 ore 47 min | 19 set 2006                                                       |
| 25  | Progress M-57 - ISS-22P                 | Russia (bandiera)         | Logistica             | Sojuz U          | 24 giu 2006, 15:08    | 26 giu 2006, 16:24 | 16 gen 2007, 23:32 | 204 giorni 7 ore 8 min | 17 gen 2007                                                       |
| 26  | Progress M-58 - ISS-23P                 | Russia (bandiera)         | Logistica             | Sojuz U          | 23 ott 2006, 13:41    | 26 ott 2006, 14:28 | 27 mar 2007, 18:00 | 152 giorni 3 ore 32 min | 27 mar 2007                                                       |
| 27  | Progress M-59 - ISS-24P                 | Russia (bandiera)         | Logistica             | Sojuz U          | 18 gen 2007, 02:12    | 20 gen 2007, 03:58 | 1 ago 2007, 14:07 | 193 giorni 10 ore 9 min | 1 ago 2007                                                        |
| 28  | Progress M-60 - ISS-25P                 | Russia (bandiera)         | Logistica             | Sojuz U          | 12 mag 2007, 03:25    | 15 mag 2007, 05:10 | 19 set 2007, 00:37 | 126 giorni 19 ore 27 min | 25 set 2007                                                       |
| 29  | Progress M-61 - ISS-26P                 | Russia (bandiera)         | Logistica             | Sojuz U          | 2 ago 2007, 17:34     | 5 ago 2007, 18:40 | 22 dic 2007, 04:00 | 138 giorni 9 ore 20 min | 22 gen 2008                                                       |
| 30  | Progress M-62 - ISS-27P                 | Russia (bandiera)         | Logistica             | Sojuz U          | 23 dic 2007, 07:12    | 26 dic 2007, 08:14 | 4 feb 2008, 10:32 | 40 giorni 2 ore 18 min | 15 feb 2008                                                       |
| 31  | Progress M-63 - ISS-28P                 | Russia (bandiera)         | Logistica             | Sojuz U          | 5 feb 2008, 13:02     | 7 feb 2008, 14:30 | 7 apr 2008, 08:49 | 59 giorni 18 ore 19 min | 7 apr 2008                                                        |
| 32  | Jules Verne - ATV-1                     | Unione europea (bandiera) | Logistica             | Ariane 5ES       | 9 mar 2008, 04:03     | 3 apr 2008, 14:45 | 5 set 2008, 21:29 | 155 giorni 6 ore 44 min | 29 set 2008                                                       |
| 33  | Progress M-64 - ISS-29P                 | Russia (bandiera)         | Logistica             | Sojuz U          | 14 mag 2008, 20:22    | 16 mag 2008, 21:39 | 1 set 2008, 19:47 | 107 giorni 22 ore 8 min | 8 set 2008                                                        |
| 34  | Progress M-65 - ISS-30P                 | Russia (bandiera)         | Logistica             | Sojuz U          | 10 set 2008, 19:50    | 17 set 2008, 18:43 | 14 nov 2008, 16:19 | 57 giorni 21 ore 36 min | 7 dic 2008                                                        |
| 35  | Progress M-01M - ISS-31P                | Russia (bandiera)         | Logistica             | Sojuz U          | 26 nov 2008, 12:38    | 30 nov 2008, 12:28 | 6 feb 2009, 04:10 | 67 giorni 15 ore 42 min | 8 feb 2009                                                        |
| 36  | Progress M-66 - ISS-32P                 | Russia (bandiera)         | Logistica             | Sojuz U          | 10 feb 2009, 05:49:46 | 13 feb 2009, 07:18 | 6 mag 2009, 15:17 | 82 giorni 7 ore 59 min | 18 mag 2009                                                       |
| 37  | Progress M-02M - ISS-33P                | Russia (bandiera)         | Logistica             | Sojuz U          | 7 mag 2009, 18:37:09  | 12 mag 2009, 19:24:23 | 30 giu 2009, 18:29:43 | 53 giorni 23 ore 52 min | 13 lug 2009                                                       |
| 38  | Progress M-67 - ISS-34P                 | Russia (bandiera)         | Logistica             | Sojuz U          | 24 lug 2009, 10:56:53 | 29 lug 2009, 11:12 | 21 set 2009, 07:25 | 53 giorni 20 ore 13 min | 27 set 2009                                                       |
| 39  | HTV-1 - Kounotori 1                     | Giappone (bandiera)       | Logistica             | H-IIB            | 10 set 2009, 17:01:56 | 17 set 2009, 22:12 | 30 ott 2009, 15:18 | 42 giorni 17 ore 6 min | 1 nov 2009                                                        |
| 40  | Progress M-03M - ISS-35P                | Russia (bandiera)         | Logistica             | Sojuz U          | 15 ott 2009, 01:14:37 | 18 ott 2009, 01:40 | 22 apr 2010, 16:32 | 186 giorni 14 ore 52 min | 27 apr 2010                                                       |
| 41  | Poisk - ISS-5R                          | Russia (bandiera)         | Airlock per EVA       | Sojuz U          | 10 nov 2009, 14:22:04 | 12 nov 2009, 15:44 | agganciato alla ISS | agganciato alla ISS | agganciato alla ISS                                               |
| 41  | Progress M-MIM2 - ISS-5R                | Russia (bandiera)         | Consegna Poisk        | Sojuz U          | 10 nov 2009, 14:22:04 | 12 nov 2009, 15:44 | 8 dic 2009, 00:16 | 25 giorni 8 ore 32 min | 8 dic 2009                                                        |
| 42  | Progress M-04M - ISS-36P                | Russia (bandiera)         | Logistica             | Sojuz U          | 3 feb 2010, 03:45:31  | 5 feb 2010, 04:26 | 10 mag 2010, 11:16 | 94 giorni 6 ore 50 min | 1 lug 2010                                                        |
| 43  | Progress M-05M - ISS-37P                | Russia (bandiera)         | Logistica             | Sojuz U          | 28 apr 2010, 17:15:09 | 1 mag 2010, 18:32 | 25 ott 2010, 14:22 | 176 giorni 19 ore 50 min | 15 nov 2010                                                       |
| 44  | Progress M-06M - ISS-38P                | Russia (bandiera)         | Logistica             | Sojuz U          | 30 giu 2010, 15:35:15 | 4 lug 2010, 16:17 | 31 ago 2010, 11:21 | 57 giorni 19 ore 4 min | 6 set 2010                                                        |
| 45  | Progress M-07M - ISS-39P                | Russia (bandiera)         | Logistica             | Sojuz U          | 10 set 2010, 10:22:58 | 12 set 2010, 11:57 | 20 feb 2011, 13:12 | 161 giorni 1 ore 15 min | 20 feb 2011                                                       |
| 46  | Progress M-08M - ISS-40P                | Russia (bandiera)         | Logistica             | Sojuz U          | 27 ott 2010, 15:11:50 | 30 ott 2010, 16:36 | 24 gen 2011, 00:42 | 85 giorni 8 ore 6 min | 24 gen 2011                                                       |
| 47  | HTV-2 - Kounotori 2                     | Giappone (bandiera)       | Logistica             | H-IIB            | 22 gen 2011, 05:37:57 | 27 gen 2011, 14:51 | 28 mar 2011, 13:43 | 59 giorni 22 ore 52 min | 30 mar 2011                                                       |
| 48  | Progress M-09M - ISS-41P                | Russia (bandiera)         | Logistica             | Sojuz U          | 28 gen 2011, 01:31:39 | 30 gen 2011, 02:39 | 22 apr 2011, 11:41 | 82 giorni 9 ore 2 min | 26 apr 2011                                                       |
| 49  | Johannes Kepler - ATV-2                 | Unione europea (bandiera) | Logistica             | Ariane 5ES       | 16 feb 2011, 21:50:55 | 24 feb 2011, 15:59 | 20 giu 2011, 14:46 | 115 giorni 22 ore 47 min | 21 giu 2011                                                       |
| 50  | Progress M-10M - ISS-42P                | Russia (bandiera)         | Logistica             | Sojuz U          | 27 apr 2011, 13:05:22 | 29 apr 2011, 14:28 | 29 ott 2011, 09:04 | 182 giorni 18 ore 36 min | 29 ott 2011                                                       |
| 51  | Progress M-11M - ISS-43P                | Russia (bandiera)         | Logistica             | Sojuz U          | 21 giu 2011, 14:38:15 | 23 giu 2011, 16:37 | 23 ago 2011, 09:34 | 60 giorni 17 ore | 1 set 2011                                                        |
| 52  | Progress M-12M - ISS-44P                | Russia (bandiera)         | Logistica             | Sojuz U          | 24 ago 2011, 13:00:08 | Fallimento della missione; la navicella non ha raggiunto l'orbita                                                                                | Fallimento della missione; la navicella non ha raggiunto l'orbita                                                                                | Fallimento della missione; la navicella non ha raggiunto l'orbita                                                                                | Fallimento della missione; la navicella non ha raggiunto l'orbita |
| 53  | Progress M-13M - ISS-45P                | Russia (bandiera)         | Logistica             | Sojuz U          | 30 ott 2011, 10:11:13 | 2 nov 2011, 11:41 | 23 gen 2012, 22:09 | 82 giorni 10 ore 28 min | 25 gen 2012                                                       |
| 54  | Progress M-14M - ISS-46P                | Russia (bandiera)         | Logistica             | Sojuz U          | 25 gen 2012, 23:06:40 | 28 gen 2012, 00:09 | 19 apr 2012, 11:04 | 82 giorni 10 ore 55 min | 28 apr 2012                                                       |
| 55  | Edoardo Amaldi - ATV-3                  | Unione europea (bandiera) | Logistica             | Ariane 5ES       | 23 mar 2012, 04:34:04 | 28 mar 2012, 22:31 | 28 set 2012, 21:44 | 183 giorni 23 ore 13 min | 3 ott 2012                                                        |
| 56  | Progress M-15M - ISS-47P                | Russia (bandiera)         | Logistica             | Sojuz U          | 20 apr 2012, 12:50:24 | 22 apr 2012, 14:36 | 22 lug 2012, 20:26 | 91 giorni 5 ore 50 min | 20 ago 2012                                                       |
| 56  | Progress M-15M - ISS-47P                | Russia (bandiera)         | Logistica             | Sojuz U          | 20 apr 2012, 12:50:24 | 29 lug 2012, 01:01 | 30 lug 2012, 21:19 | 1 day, 20 ore 18 min | 20 ago 2012                                                       |
| 57  | Dragon C2+ - CRS SpX-D                  | Stati Uniti (bandiera)    | Logistica             | Falcon 9         | 22 mag 2012, 07:44:38 | 25 mag 2012, 16:02 | 31 mag 2012, 08:07 | 5 giorni 16 ore 5 min | 31 mag 2012                                                       |
| 58  | HTV-3 - Kounotori 3                     | Giappone (bandiera)       | Logistica             | H-IIB            | 21 lug 2012, 02:06:18 | 27 lug 2012, 14:34 | 12 set 2012, 11:50 | 46 giorni 21 ore 16 min | 14 set 2012                                                       |
| 59  | Progress M-16M - ISS-48P                | Russia (bandiera)         | Logistica             | Sojuz U          | 1 ago 2012, 19:35:13  | 2 ago 2012, 01:18 | 9 feb 2013, 13:15 | 191 giorni 11 ore 57 min | 9 feb 2013                                                        |
| 60  | SpaceX CRS-1 - CRS SpX-1                | Stati Uniti (bandiera)    | Logistica             | Falcon 9         | 7 ott 2012, 00:35:00  | 10 ott 2012, 13:03 | 28 ott 2012, 11:19 | 17 giorni 22 ore 16 min | 28 ott 2012                                                       |
| 61  | Progress M-17M - ISS-49P                | Russia (bandiera)         | Logistica             | Sojuz U          | 31 ott 2012, 07:41:19 | 31 ott 2012, 13:33 | 15 apr 2013, 12:02 | 165 giorni 22 ore 29 min | 21 apr 2013                                                       |
| 62  | Progress M-18M - ISS-50P                | Russia (bandiera)         | Logistica             | Sojuz U          | 11 feb 2013, 14:41:46 | 11 feb 2013, 20:35 | 25 lug 2013, 20:43 | 164 giorni 8 min | 26 lug 2013                                                       |
| 63  | SpaceX CRS-2 - CRS SpX-2                | Stati Uniti (bandiera)    | Logistica             | Falcon 9         | 1 mar 2013, 15:10:13  | 3 mar 2013, 13:56 | 26 mar 2013, 08:10 | 22 giorni 18 ore 14 min | 26 mar 2013                                                       |
| 64  | Progress M-19M - ISS-51P                | Russia (bandiera)         | Logistica             | Sojuz U          | 24 apr 2013, 10:12:16 | 26 apr 2013, 12:25 | 11 giu 2013, 13:58 | 46 giorni 1 ore 33 min | 19 giu 2013                                                       |
| 65  | Albert Einstein - ATV-4                 | Unione europea (bandiera) | Logistica             | Ariane 5ES       | 5 giu 2013, 21:52:11  | 15 giu 2013, 14:07 | 28 ott 2013, 08:55 | 134 giorni 18 ore 48 min | 2 nov 2013                                                        |
| 66  | Progress M-20M - ISS-52P                | Russia (bandiera)         | Logistica             | Sojuz U          | 27 lug 2013, 20:45:08 | 28 lug 2013, 02:26 | 3 feb 2014, 16:21 | 190 giorni 13 ore 55 min | 11 feb 2014                                                       |
| 67  | HTV-4 - Kounotori 4                     | Giappone (bandiera)       | Logistica             | H-IIB            | 3 ago 2013, 19:48:46  | 9 ago 2013, 15:38 | 4 set 2013, 12:07 | 25 giorni 20 ore 29 min | 7 set 2013                                                        |
| 68  | Cygnus Orb-D1 - CRS Orb-D               | Stati Uniti (bandiera)    | Logistica             | Antares 110      | 18 set 2013, 14:58:02 | 29 set 2013, 12:44 | 22 ott 2013, 10:04 | 22 giorni 21 ore 20 min | 23 ott 2013                                                       |
| 69  | Progress M-21M - ISS-53P                | Russia (bandiera)         | Logistica             | Sojuz U          | 25 nov 2013, 20:53:06 | 29 nov 2013, 22:30 | 23 apr 2014, 08:58 | 144 giorni 10 ore 28 min | 9 giu 2014                                                        |
| 69  | Progress M-21M - ISS-53P                | Russia (bandiera)         | Logistica             | Sojuz U          | 25 nov 2013, 20:53:06 | 25 apr 2014, 12:13 | 9 giu 2014, 13:29 | 46 giorni 1 ore 16 min | 9 giu 2014                                                        |
| 70  | Cygnus CRS Orb-1 - CRS Orb-1            | Stati Uniti (bandiera)    | Logistica             | Antares 120      | 9 gen 2014, 18:07:05  | 12 gen 2014, 13:05 | 18 feb 2014, 10:25 | 36 giorni 21 ore 20 min | 19 feb 2014                                                       |
| 71  | Progress M-22M - ISS-54P                | Russia (bandiera)         | Logistica             | Sojuz U          | 5 feb 2014, 16:23:32  | 5 feb 2014, 22:22 | 7 apr 2014, 13:58 | 60 giorni 15 ore 36 min | 18 apr 2014                                                       |
| 72  | Progress M-23M - ISS-55P                | Russia (bandiera)         | Logistica             | Sojuz U          | 9 apr 2014, 15:26:27  | 9 apr 2014, 21:14 | 21 lug 2014, 21:44 | 103 giorni 0 ore 30 min | 31 lug 2014                                                       |
| 73  | SpaceX CRS-3 - CRS SpX-3                | Stati Uniti (bandiera)    | Logistica             | Falcon 9         | 18 apr 2014, 19:25:22 | 20 apr 2014, 14:06 | 18 mag 2014, 11:55 | 27 giorni 21 ore 49 min | 18 mag 2014                                                       |
| 74  | Cygnus CRS Orb-2 - CRS Orb-2            | Stati Uniti (bandiera)    | Logistica             | Antares 120      | 13 lug 2014, 16:52:14 | 16 lug 2014, 12:53 | 15 ago 2014, 09:14 | 29 giorni 20 ore 21 min | 17 ago 2014                                                       |
| 75  | Progress M-24M - ISS-56P                | Russia (bandiera)         | Logistica             | Sojuz U          | 23 lug 2014, 21:44:44 | 24 lug 2014, 03:31 | 27 ott 2014, 05:38 | 95 giorni 2 ore 7 min | 19 nov 2014                                                       |
| 76  | Georges Lemaître - ATV-5                | Unione europea (bandiera) | Logistica             | Ariane 5ES       | 29 lug 2014, 23:47:38 | 12 ago 2014, 13:30 | 14 feb 2015, 13:42 | 186 giorni 12 m | 15 feb 2015                                                       |
| 77  | SpaceX CRS-4 - CRS SpX-4                | Stati Uniti (bandiera)    | Logistica             | Falcon 9         | 21 set 2014, 05:52:03 | 23 set 2014, 13:21 | 25 ott 2014, 12:02 | 31 giorni 22 ore 41m | 25 ott 2014                                                       |
| 78  | Cygnus CRS Orb-3 - CRS Orb-3            | Stati Uniti (bandiera)    | Logistica             | Antares 130      | 28 ott 2014, 22:22:38 | Fallimento della missione; la navicella non ha raggiunto l'orbita                                                                                | Fallimento della missione; la navicella non ha raggiunto l'orbita                                                                                | Fallimento della missione; la navicella non ha raggiunto l'orbita                                                                                | Fallimento della missione; la navicella non ha raggiunto l'orbita |
| 79  | Progress M-25M - ISS-57P                | Russia (bandiera)         | Logistica             | Sojuz 2.1a       | 29 ott 2014, 07:09:43 | 29 ott 2014, 13:08 | 25 apr 2015, 06:41 | 177 giorni 17 ore 33 min | 26 apr 2015                                                       |
| 80  | SpaceX CRS-5 - CRS SpX-5                | Stati Uniti (bandiera)    | Logistica             | Falcon 9         | 10 gen 2015, 09:47:10 | 12 gen 2015, 13:54 | 10 feb 2015, 17:11 | 29 giorni 3 ore 17 min | 11 feb 2015                                                       |
| 81  | Progress M-26M - ISS-58P                | Russia (bandiera)         | Logistica             | Sojuz U          | 17 feb 2015, 11:00:17 | 17 feb 2015, 16:57 | 14 ago 2015, 10:19 | 177 giorni 17 ore 22 min | 14 ago 2015                                                       |
| 82  | SpaceX CRS-6 - CRS SpX-6                | Stati Uniti (bandiera)    | Logistica             | Falcon 9         | 14 apr 2015, 20:10:41 | 17 apr 2015, 13:29 | 21 mag 2015, 09:29 | 33 giorni 20 h | 21 mag 2015                                                       |
| 83  | Progress M-27M - ISS-59P                | Russia (bandiera)         | Logistica             | Sojuz 2.1a       | 28 apr 2015, 07:09:50 | Fallimento della missione; la navicella non ha raggiunto la ISS                                                                                  | Fallimento della missione; la navicella non ha raggiunto la ISS                                                                                  | Fallimento della missione; la navicella non ha raggiunto la ISS                                                                                  | Fallimento della missione; la navicella non ha raggiunto la ISS   |
| 84  | SpaceX CRS-7 - CRS SpX-7                | Stati Uniti (bandiera)    | Logistica             | Falcon 9         | 28 giu 2015, 14:21:11 | Fallimento della missione; la navicella non ha raggiunto l'orbita                                                                                | Fallimento della missione; la navicella non ha raggiunto l'orbita                                                                                | Fallimento della missione; la navicella non ha raggiunto l'orbita                                                                                | Fallimento della missione; la navicella non ha raggiunto l'orbita |
| 85  | Progress M-28M - ISS-60P                | Russia (bandiera)         | Logistica             | Sojuz U          | 3 lug 2015, 04:55:48  | 5 lug 2015, 07:11 | 19 dic 2015, 07:35 | 167 giorni 24 min | 19 dic 2015                                                       |
| 86  | HTV-5 - Kounotori 5                     | Giappone (bandiera)       | Logistica             | H-IIB            | 19 ago 2015, 11:50:49 | 24 ago 2015, 17:28 | 28 set 2015, 11:12 | 34 giorni 17 ore 44 min | 28 set 2015                                                       |
| 87  | Progress M-29M - ISS-61P                | Russia (bandiera)         | Logistica             | Sojuz U          | 1 ott 2015, 16:49:48  | 1 ott 2015, 22:52 | 30 mar 2016, 14:14 | 180 giorni 15 ore 22 min | 8 apr 2016                                                        |
| 88  | Cygnus CRS OA-4 - CRS OA-4              | Stati Uniti (bandiera)    | Logistica             | Atlas V 401      | 6 dic 2015, 21:44:57  | 9 dic 2015, 14:14 | 19 feb 2016, 10:38 | 71 giorni 20 ore 24 min | 20 feb 2016                                                       |
| 89  | Progress MS-01 - ISS-62P                | Russia (bandiera)         | Logistica             | Sojuz 2.1a       | 21 dic 2015, 08:44:39 | 23 dic 2015, 10:27 | 3 lug 2016, 03:48 | 192 giorni 17 ore 21 min | 3 lug 2016                                                        |
| 90  | Cygnus CRS OA-6 - CRS OA-6              | Stati Uniti (bandiera)    | Logistica             | Atlas V 401      | 22 mar 2016, 03:05:52 | 26 mar 2016, 14:52 | 14 giu 2016, 11:43 | 79 giorni 20 ore 51 min | 22 giu 2016                                                       |
| 91  | Progress MS-02 - ISS-63P                | Russia (bandiera)         | Logistica             | Sojuz 2.1a       | 31 mar 2016, 16:23:58 | 2 apr 2016, 17:58 | 14 ott 2016, 09:37 | 194 giorni 15 ore 39 min | 14 ott 2016                                                       |
| 92  | BEAM                                    | Stati Uniti (bandiera)    | Modulo gonfiabile     | Falcon 9         | 8 apr 2016, 20:43:00  | 10 apr 2016, 13:57 | agganciato alla ISS | agganciato alla ISS | agganciato alla ISS                                               |
| 92  | SpaceX CRS-8 - CRS SpX-8                | Stati Uniti (bandiera)    | Logistica             | Falcon 9         | 8 apr 2016, 20:43:00  | 10 apr 2016, 13:57 | 11 mag 2016, 11:00 | 30 giorni 23 ore 22 min | 11 mag 2016                                                       |
| 93  | Progress MS-03 - ISS-64P                | Russia (bandiera)         | Logistica             | Sojuz U          | 16 lug 2016, 21:41:45 | 19 lug 2016, 00:20 | 31 gen 2017, 14:25 | 196 giorni 14 ore 5 min | 31 gen 2017                                                       |
| 94  | SpaceX CRS-9 - CRS SpX-9                | Stati Uniti (bandiera)    | Logistica             | Falcon 9         | 18 lug 2016, 04:45:29 | 20 lug 2016, 14:00 | 25 ago 2016, 21:00 | 36 giorni 7 h | 26 ago 2016                                                       |
| 95  | Cygnus CRS OA-5 - CRS OA-5              | Stati Uniti (bandiera)    | Logistica             | Antares 230      | 17 ott 2016, 23:45:40 | 23 ott 2016, 14:53 | 21 nov 2016, 11:25 | 28 giorni 20 ore 32 min | 28 nov 2016                                                       |
| 96  | Progress MS-04 - ISS-65P                | Russia (bandiera)         | Logistica             | Sojuz U          | 1 dic 2016, 14:51:45  | Fallimento della missione; la navicella non ha raggiunto l'orbita                                                                                | Fallimento della missione; la navicella non ha raggiunto l'orbita                                                                                | Fallimento della missione; la navicella non ha raggiunto l'orbita                                                                                | Fallimento della missione; la navicella non ha raggiunto l'orbita |
| 97  | HTV-6 - Kounotori 6                     | Giappone (bandiera)       | Logistica             | H-IIB            | 9 dic 2016, 13:26:47  | 13 dic 2016, 13:57 | 27 gen 2017, 10:59 | 44 giorni 21 ore 2 min | 5 feb 2017                                                        |
| 98  | SpaceX CRS-10 - CRS SpX-10              | Stati Uniti (bandiera)    | Logistica             | Falcon 9         | 19 feb 2017, 09:38:58 | 23 feb 2017 13:12 | 18 mar 2017, 21:20 | 23 giorni 8 ore 8 min | 19 mar 2017                                                       |
| 99  | Progress MS-05 - ISS-66P                | Russia (bandiera)         | Logistica             | Sojuz U          | 22 feb 2017, 05:58:33 | 24 feb 2017, 08:30 | 20 lug 2017, 12:00 | 146 giorni 3 ore 30 min | 20 lug 2017                                                       |
| 100 | Cygnus CRS OA-7 - CRS OA-7              | Stati Uniti (bandiera)    | Logistica             | Atlas V 401      | 18 apr 2017, 15:11:26 | 22 apr 2017, 12:39 | 4 giu 2017, 11:05 | 42 giorni 22 ore 26 min | 11 giu 2017                                                       |
| 101 | SpaceX CRS-11 - CRS SpX-11              | Stati Uniti (bandiera)    | Logistica             | Falcon 9         | 3 giu 2017, 21:07:17  | 5 giu 2017, 16:07 | 2 lug 2017, 18:00 | 27 giorni 1 ore 53 min | 3 lug 2017                                                        |
| 102 | Progress MS-06 - ISS-67P                | Russia (bandiera)         | Logistica             | Sojuz 2.1a       | 14 giu 2017, 09:20:13 | 16 giu 2017, 11:37 | 28 dic 2017, 01:03:30 | 194 giorni 13 ore 26 min | 28 dic 2017                                                       |
| 103 | SpaceX CRS-12 - CRS SpX-12              | Stati Uniti (bandiera)    | Logistica             | Falcon 9         | 14 ago 2017, 16:31:00 | 16 ago 2017, 10:52 | 17 set 2017, 08:40 | 31 giorni 21 ore 48 min | 17 set 2017                                                       |
| 104 | Progress MS-07 - ISS-68P                | Russia (bandiera)         | Logistica             | Sojuz 2.1a       | 14 ott 2017, 08:47:11 | 16 ott 2017, 00:00 | 28 mar 2018, 13:50 | 163 giorni 13h 50 min | 26 apr 2018                                                       |
| 105 | Cygnus CRS OA-8E - CRS OA-8E            | Stati Uniti (bandiera)    | Logistica             | Antares 230      | 12 nov 2017, 12:20:26 | 14 nov 2017, 12:15 | 5 dic 2017, 17:52 | 21 giorni 5 ore 37 min | 18 dic 2017                                                       |
| 106 | SpaceX CRS-13 - CRS SpX-13              | Stati Uniti (bandiera)    | Logistica             | Falcon 9         | 15 dic 2017, 15:36:00 | 17 dic 2017, 13:26 | 12 gen 2018, 10:47 | 25 giorni 21h 21 min | 13 gen 2018                                                       |
| 107 | Progress MS-08 - ISS-69P                | Russia (bandiera)         | Logistica             | Sojuz 2.1a       | 13 feb 2018, 08:13:33 | 15 feb 2018, 10:38 | 23 ago 2018, 02:16 | 188 giorni 15 ore 38 min | 30 ago 2018                                                       |
| 108 | SpaceX CRS-14 - CRS SpX-14              | Stati Uniti (bandiera)    | Logistica             | Falcon 9         | 2 apr 2018, 20:30:38  | 4 apr 2018, 13:00 | 5 mag 2018 05:30 | 30 giorni 16 ore 30 min | 5 mag 2018                                                        |
| 109 | Cygnus CRS OA-9E - CRS OA-9E            | Stati Uniti (bandiera)    | Logistica             | Antares 230      | 21 mag 2018, 08:44:06 | 24 mag 2018, 12:13 | 15 lug 2018, 10:20 | 51 giorni 22 ore 7 min | 30 lug 2018                                                       |
| 110 | SpaceX CRS-15 - CRS SpX-15              | Stati Uniti (bandiera)    | Logistica             | Falcon 9         | 29 giu 2018, 09:42:42 | 2 lug 2018, 10:54 | 3 ago 2018, 16:38 | 32 giorni 5 ore 44 min | 3 ago 2018                                                        |
| 111 | Progress MS-09 - ISS-70P                | Russia (bandiera)         | Logistica             | Sojuz 2.1a       | 9 lug 2018, 21:51:33  | 10 lug 2018, 01:31 | 25 gen 2019, 12:55 | 199 giorni 11h 24 min | 25 gen 2019                                                       |
| 112 | HTV-7 - Kounotori 7                     | Giappone (bandiera)       | Logistica             | H-IIB            | 22 set 2018, 17:52:27 | 27 set 2018, 12:00 | 6 nov 2018, 23:32 | 40 giorni 11 ore 32 min | 10 nov 2018                                                       |
| 113 | Progress MS-10 - ISS-71P                | Russia (bandiera)         | Logistica             | Sojuz FG         | 16 nov 2018, 18:14:08 | 18 nov 2018, 19:28 | 4 giu 2019, 08:40 | 197 giorni 13h 12 min | 4 giu 2019                                                        |
| 114 | Cygnus NG-10 - CRS NG-10E               | Stati Uniti (bandiera)    | Logistica             | Antares 230      | 17 nov 2018, 09:01:31 | 19 nov 2018, 12:31 | 8 feb 2019, 14:37 | 81 giorni 2 ore 6 min | 25 feb 2019                                                       |
| 115 | SpaceX CRS-16 - CRS SpX-16              | Stati Uniti (bandiera)    | Logistica             | Falcon 9 Block 5 | 5 dic 2018, 18:16     | 8 dic 2018, 15:36 | 13 gen 2019, 23:33 | 36 giorni 7 ore 57 min | 14 gen 2019                                                       |
| 116 | SpaceX Demo-1 - SpX-DM1                 | Stati Uniti (bandiera)    | Volo di prova         | Falcon 9 Block 5 | 2 mar 2019, 07:49     | 3 mar 2019, 10:51 | 8 mar 2019, 07:30 | 4 giorni 20h, 39 min | 8 mar 2019, 13:45                                                 |
| 117 | Progress MS-11 - ISS-72P                | Russia (bandiera)         | Logistica             | Sojuz 2.1a       | 4 apr 2019, 11:01:35  | 4 apr 2019, 14:22 | 29 lug 2019, 10:44 | 115 giorni 20 ore 22 min | 29 lug 2019                                                       |
| 118 | Cygnus NG-11 - CRS NG-11                | Stati Uniti (bandiera)    | Logistica             | Antares 230      | 17 apr 2019, 20:46:07 | 19 apr 2019, 11:31 | 6 ago 2019, 13:30 | 109 giorni 1 ore 59 min | 6 dic 2019                                                        |
| 119 | SpaceX CRS-17 - CRS SpX-17              | Stati Uniti (bandiera)    | Logistica             | Falcon 9 Block 5 | 4 mag 2019, 06:48     | 6 mag 2019, 13:33 | 3 giu 2019, 16:01 | 28 giorni 2 ore 28 min | 3 giu 2019                                                        |
| 120 | SpaceX CRS-18 - CRS SpX-18              | Stati Uniti (bandiera)    | Logistica             | Falcon 9 Block 5 | 25 lug 2019, 22:01:56 | 27 lug 2019, 16:01 | 27 ago 2019, 12:25 | 30 giorni 20 ore 24 min | 27 ago 2019                                                       |
| 121 | Progress MS-12 - ISS-73P                | Russia (bandiera)         | Logistica             | Sojuz 2.1a       | 31 lug 2019, 12:10:46 | 31 lug 2019, 15:29 | 29 nov 2019, 10:25 | 120 giorni 18 ore 56 min | 29 nov 2019                                                       |
| 122 | Sojuz MS-14 - ISS-60S                   | Russia (bandiera)         | Volo di prova         | Sojuz 2.1a       | 22 ago 2019, 03:38:32 | 27 ago 2019, 03:08 | 6 set 2019, 18:14 | 10 giorni 15 ore 6 min | 6 set 2019                                                        |
| 123 | HTV-8 - Kounotori 8                     | Giappone (bandiera)       | Logistica             | H-IIB            | 24 set 2019, 16:05:05 | 28 set 2019, 14:09 | 1 nov 2019, 13:45 | 33 giorni 23 ore 36 min | 3 nov 2019                                                        |
| 124 | Cygnus NG-12 - CRS NG-12                | Stati Uniti (bandiera)    | Logistica             | Antares 230+     | 2 nov 2019, 13:59:47  | 4 nov 2019, 11:21 | 31 gen 2020, 13:10 | 88 giorni 4 h | 17 mar 2020                                                       |
| 125 | SpaceX CRS-19 - CRS SpX-19              | Stati Uniti (bandiera)    | Logistica             | Falcon 9 Block 5 | 5 dic 2019, 17:29:24  | 8 dic 2019, 12:47 | 7 gen 2020, 08:41 | 29 giorni 19 ore 54 min | 7 gen 2020                                                        |
| 126 | Progress MS-13 - ISS-74P                | Russia (bandiera)         | Logistica             | Sojuz 2.1a       | 6 dic 2019, 09:34:24  | 9 dic 2019, 10:35 | 8 luglio 2020, 18:22 | 212 giorni 7 ore 48 min | 8 luglio 2020                                                     |
| 127 | Boeing Orbital Flight Test - Boe-OFT    | Stati Uniti (bandiera)    | Volo di prova         | Atlas V N22      | 20 dic 2019, 11:36:43 | Un problema con il mission elapsed time (MET) della navicella ha portato la navicella in un'orbita errata, impedendo il raggiungimento della ISS | Un problema con il mission elapsed time (MET) della navicella ha portato la navicella in un'orbita errata, impedendo il raggiungimento della ISS | Un problema con il mission elapsed time (MET) della navicella ha portato la navicella in un'orbita errata, impedendo il raggiungimento della ISS | 22 dic 2019                                                       |
| 128 | Cygnus NG-13 - CRS NG-13                | Stati Uniti (bandiera)    | Logistica             | Antares 230+     | 15 feb 2020, 20:21:01 | 18 feb 2020, 11:16 | 11 mag 2020, 13:00 | 83 giorni 1 ore 44 min | 29 mag 2020                                                       |
| 129 | SpaceX CRS-20 - CRS SpX-20              | Stati Uniti (bandiera)    | Logistica             | Falcon 9 Block 5 | 7 mar 2020, 04:52:46  | 9 mar 2020, 12:18 | 7 apr 2020, 10:30 | 28 giorni 22h 12 min | 7 apr 2020                                                        |
| 130 | Progress MS-14 - ISS-75P                | Russia (bandiera)         | Logistica             | Sojuz 2.1a       | 25 apr 2020, 01:51:41 | 25 apr 2020, 05:12 | 27 apr 2021, 23:11 | 367 giorni 17 ore 59 min | 29 apr 2021                                                       |
| 131 | HTV-9 - Kounotori 9                     | Giappone (bandiera)       | Logistica             | H-IIB            | 20 mag 2020, 17:31:05 | 25 mag 2020, 14:46 | 18 ago 2020, 13:51 | 85 giorni 1 ore 38 min | 20 ago 2020                                                       |
| 132 | Progress MS-15 - ISS-76P                | Russia (bandiera)         | Logistica             | Sojuz 2.1a       | 23 lug 2020, 14:26:21 | 23 lug 2020, 17:45 | 9 feb 2021, 05:21 | 200 giorni 11 ore 36 min | 9 feb 2021                                                        |
| 133 | Cygnus NG-14 - CRS NG-14                | Stati Uniti (bandiera)    | Logistica             | Antares 230+     | 3 ott 2020, 01:16:14  | 5 ott 2020, 12:01 | 6 gen 2021, 12:15 | 93 giorni 14 min | 26 gen 2021                                                       |
| 134 | Bishop Airlock Module                   | Stati Uniti (bandiera)    | Airlock dei carichi   | Falcon 9 Block 5 | 6 dic 2020, 16:17:46  | 7 dic 2020, 18:40 | agganciato alla ISS | agganciato alla ISS | agganciato alla ISS                                               |
| 134 | SpaceX CRS-21 - CRS SpX-21              | Stati Uniti (bandiera)    | Logistica             | Falcon 9 Block 5 | 6 dic 2020, 16:17:46  | 7 dic 2020, 18:40 | 12 gen 2021, 14:05 | 35 giorni 19 ore 25 min | 14 gen 2021                                                       |
| 135 | Progress MS-16 - ISS-77P                | Russia (bandiera)         | Logistica             | Sojuz 2.1a       | 15 feb 2021, 04:45:06 | 17 feb 2021, 06:27 | 26 lug 2021, 10:55 con Pirs | 159 giorni 4 ore 28 min | 26 lug 2021 with Pirs                                             |
| 136 | Cygnus NG-15 - CRS NG-15                | Stati Uniti (bandiera)    | Logistica             | Antares 230+     | 20 feb 2021, 17:36:50 | 22 feb 2021, 12:16 | 29 giu 2021, 13:20 | 127 giorni 1 ore 4 min | 2 lug 2021                                                        |
| 137 | iROSA 2B/4B - CRS SpX-22                | Stati Uniti (bandiera)    | Pannello solare       | Falcon 9 Block 5 | 3 giu 2021, 17:29:15  | 5 giu 2021, 09:09 | agganciato alla ISS | agganciato alla ISS | agganciato alla ISS                                               |
| 137 | SpaceX CRS-22 - CRS SpX-22              | Stati Uniti (bandiera)    | Logistica             | Falcon 9 Block 5 | 3 giu 2021, 17:29:15  | 5 giu 2021, 09:09 | 8 lug 2021, 14:45 | 33 giorni 5 ore 36 min | 10 lug 2021                                                       |
| 138 | Progress MS-17 - ISS-78P                | Russia (bandiera)         | Logistica             | Sojuz 2.1a       | 29 giu 2021, 23:27:20 | 2 lug 2021, 00:59 | 25 nov 2021, 11:22 | 146 giorni 10 ore 23 min | 25 nov 2021                                                       |
| 139 | Nauka - ISS-3R                          | Russia (bandiera)         | Modulo                | Proton M         | 21 lug 2021, 14:58    | 29 lug 2021, 13:29 | agganciato alla ISS | agganciato alla ISS | agganciato alla ISS                                               |
| 140 | Cygnus NG-16 - CRS NG-16                | Stati Uniti (bandiera)    | Logistica             | Antares 230+     | 10 ago 2021, 22:01:05 | 12 ago 2021, 10:07 | 20 nov 2021, 13:40 | 100 giorni 3 ore 33 min | 15 dic 2021                                                       |
| 141 | SpaceX CRS-23 - CRS SpX-23              | Stati Uniti (bandiera)    | Logistica             | Falcon 9 Block 5 | 29 ago 2021, 07:14:49 | 30 ago 2021, 14:30 | 30 set 2021, 13:12 | 30 giorni 22 ore 42 min | 1 ott 2021                                                        |
| 142 | Progress MS-18 - ISS-79P                | [ 84 ] [ 85 ]             | Logistica             | Sojuz 2.1a       | 28 ott 2021, 00:00:32 | 30 ott 2021, 01:31 | 1 giu 2022, 08:03 | 214 giorni 6 ore 32 min | 1 giu 2022                                                        |
| 143 | Prichal - ISS-6R                        | Russia (bandiera)         | Modulo                | Sojuz 2.1b       | 24 nov 2021, 13:06:35 | 26 nov 2021, 15:19 | agganciato alla ISS | agganciato alla ISS | agganciato alla ISS                                               |
| 143 | Progress M-UM - ISS-6R                  | Russia (bandiera)         | Consegna Prichal      | Sojuz 2.1b       | 24 nov 2021, 13:06:35 | 26 nov 2021, 15:19 | 22 dic 2021, 23:03 | 26 giorni 7 ore 44 min | 23 dic 2021                                                       |
| 144 | SpaceX CRS-24 - CRS SpX-24              | Stati Uniti (bandiera)    | Logistica             | Falcon 9 Block 5 | 21 dic 2021, 10:07:08 | 22 dic 2021, 08:41 | 23 gen 2022, 15:40 | 32 giorni 6 ore 59 min | 24 gen 2022                                                       |
| 145 | Progress MS-19 - ISS-80P                | Russia (bandiera)         | Logistica             | Sojuz 2.1a       | 15 feb 2022, 04:25:40 | 17 feb 2022, 07:03 | 23 ott 2022, 22:45:34 | 248 giorni 3 ore 42 min | 24 ott 2022                                                       |
| 146 | Cygnus NG-17 - CRS NG-17                | Stati Uniti (bandiera)    | Logistica             | Antares 230+     | 19 feb 2022, 17:40:07 | 21 feb 2022, 12:02 | 28 giu 2022, 07:00 | 126 giorni 18 ore 58 min | 29 giu 2022                                                       |
| 147 | Boeing Orbital Flight Test 2 - Boe-OFT2 | Stati Uniti (bandiera)    | Volo di prova         | Atlas V N22      | 19 mag 2022, 22:54:47 | 21 mag 2022, 00:28 | 25 mag 2022, 18:36 | 4 giorni 18 ore 8 min | 25 mag 2022                                                       |
| 148 | Progress MS-20 - ISS-81P                | Russia (bandiera)         | Logistica             | Sojuz 2.1a       | 3 giu 2022, 09:32:00  | 3 giu 2022, 13:02 | 7 feb 2023, 04:56 | 248 giorni 15 ore 54 min | 7 feb 2023                                                        |
| 149 | SpaceX CRS-25 - CRS SpX-25              | Stati Uniti (bandiera)    | Logistica             | Falcon 9 Block 5 | 15 lug 2022, 00:44:20 | 16 lug 2022, 15:21 | 19 ago 2022, 15:05 | 33 giorni 23 ore 44 min | 20 ago 2022                                                       |
| 150 | Progress MS-21 - ISS-82P                | Russia (bandiera)         | Logistica             | Sojuz 2.1a       | 26 ott 2022, 00:20:09 | 28 ott 2022, 02:49 | 18 feb 2023, 02:26 | 112 giorni 23 ore 37 min | 19 feb 2023                                                       |
| 151 | Cygnus NG-18 - CRS NG-18                | Stati Uniti (bandiera)    | Logistica             | Antares 230+     | 7 nov 2022, 10:32:42  | 9 nov 2022, 13:05 | 21 apr 2023, 08:37 | 162 giorni 19 ore 32 min | 22 apr 2023                                                       |
| 152 | iROSA 3A/4A - CRS SpX-26                | Stati Uniti (bandiera)    | Pannello solare       | Falcon 9 Block 5 | 26 nov 2022, 19:20:42 | 27 nov 2022, 12:39 | agganciato alla ISS | agganciato alla ISS | agganciato alla ISS                                               |
| 152 | SpaceX CRS-26 - CRS SpX-26              | Stati Uniti (bandiera)    | Logistica             | Falcon 9 Block 5 | 26 nov 2022, 19:20:42 | 27 nov 2022, 12:39 | 9 gen 2023, 22:05 | 43 giorni 9 ore 26 min | 11 gen 2023                                                       |
| 153 | Progress MS-22 - ISS-83P                | Russia (bandiera)         | Logistica             | Sojuz 2.1a       | 9 feb 2023, 06:15:36  | 11 feb 2023, 08:45 | 20 ago 2023 23:50 | 190 giorni 15 ore 5 min | 21 ago 2023                                                       |
| 154 | Sojuz MS-23 - ISS-69S                   | Russia (bandiera)         | Navicella sostitutiva | Sojuz 2.1a       | 24 feb 2023, 00:24:29 | 26 feb 2023, 00:58 | 27 set 2023, 07:15 | 213 giorni 6 ore 17 min | 27 set 2023                                                       |
| 155 | SpaceX CRS-27 - CRS SpX-27              | Stati Uniti (bandiera)    | Logistica             | Falcon 9 Block 5 | 15 mar 2023, 00:30    | 16 mar 2023, 11:52 | 15 apr 2023, 15:05 | 30 giorni 3 ore 34 min | 15 apr 2023                                                       |
| 156 | Progress MS-23 - ISS-84P                | Russia (bandiera)         | Logistica             | Sojuz 2.1a       | 24 mag 2023, 15:56    | 24 mag 2023, 16:19 | 29 nov 2023, 07:55 | 188 giorni 15 ore 36 min | 29 nov 2023                                                       |
| 157 | iROSA 1A/1B - CRS SpX-28                | Stati Uniti (bandiera)    | Pannello solare       | Falcon 9 Block 5 | 5 giu 2023, 15:47     | 6 giu 2023, 09:54 | agganciato alla ISS | agganciato alla ISS | agganciato alla ISS                                               |
| 157 | SpaceX CRS-28 - CRS SpX-28              | Stati Uniti (bandiera)    | Logistica             | Falcon 9 Block 5 | 5 giu 2023, 15:47     | 6 giu 2023, 09:54 | 29 giu 2023, 16:30 | 23 giorni 6 ore 36 min | 30 giu 2023                                                       |
| 158 | Cygnus NG-19 - CRS NG-19                | Stati Uniti (bandiera)    | Logistica             | Antares 230+     | 2 ago 2023, 00:31     | 4 ago 2023, 12:28 | 22 dic 2023, 10:00 | 139 giorni 21 ore 32 min | 9 gen 2024                                                        |
| 159 | Progress MS-24 - ISS-85P                | Russia (bandiera)         | Logistica             | Sojuz 2.1a       | 23 ago 2023, 01:08    | 25 ago 2023, 03:50 | 13 feb 2024, 02:09 | 171 giorni 22 ore 19 min | 13 feb 2024                                                       |
| 160 | SpaceX CRS-29 - CRS SpX-29              | Stati Uniti (bandiera)    | Logistica             | Falcon 9 Block 5 | 10 nov 2023, 01:28    | 11 nov 2023, 10:07 | 21 dic 2023, 22:05 | 40 giorni 11 ore 58 min | 22 dic 2023                                                       |
| 161 | Progress MS-25 -ISS-86P                 | Russia (bandiera)         | Logistica             | Sojuz 2.1a       | 1 dic 2023, 09:25     | 3 dic 2023, 11:15 | 29 mag 2024, 08:39 | 177 giorni 21 ore 24 min | 29 mag 2024                                                       |
| 162 | Cygnus NG-20 CRS NG-20                  | Stati Uniti (bandiera)    | Logistica             | Falcon 9 Block 5 | 30 gen 2024, 17:07:13 | 1 feb 2024, 12:14 | 12 lug 2024, 08:00 | 161 giorni 18 ore 30 min | 13 lug 2024                                                       |
| 163 | Progress MS-26 -ISS-87P                 | Russia (bandiera)         | Logistica             | Sojuz 2.1a       | 15 feb 2024, 03:25    | 17 feb 2024, 06:12 | 13 ago 2024, 02:00 | 177 giorni 19 ore 48 min | 13 ago 2024                                                       |
| 164 | SpaceX CRS-30 -CRS SpX-30               | Stati Uniti (bandiera)    | Logistica             | Falcon 9 Block 5 | 21 mar 2024, 20:55    | 23 mar 2024, 11:30 | 28 apr 2024, 17:10 | 36 giorni 5 ore 40 min | 30 apr 2024                                                       |
| 165 | Progress MS-27 -ISS-88P                 | Russia (bandiera)         | Logistica             | Sojuz 2.1a       | 30 mag 2024, 09:42    | 1 giu 2024, 11:43 | 19 nov 2024, 12:53 | 171 giorni 1 ore 10 min | 19 nov 2024                                                       |
| 166 | Cygnus NG-21 CRS NG-21                  | Stati Uniti (bandiera)    | Logistica             | Falcon 9 Block 5 | 4 ago 2024, 15:02     | 6 ago 2024, 09:33 | 28 mar 2025, 08:50 | 233 giorni 23 ore 17 minuti | 30 mar 2025                                                       |
| 167 | Progress MS-28 -ISS-89P                 | Russia (bandiera)         | Logistica             | Sojuz 2.1a       | 15 ago 2024, 03:20    | 17 ago 2024, 05:53 | 25 feb 2025, 20:17 | 192 giorni 17 ore 30 min | 25 feb 2025                                                       |
| 168 | SpaceX CRS-31 CRS SpX‑31                | Stati Uniti (bandiera)    | Logistica             | Falcon 9 Block 5 | 5 nov 2024, 02:29     | 5 nov 2024, 14:52 | 17 dic 2024, 18:05 | 42 giorni 16 ore 9 min | 17 dic 2024                                                       |
| 169 | Progress MS-29 ISS‑90P                  | Russia (bandiera)         | Logistica             | Sojuz 2.1a       | 21 nov 2024, 12:22    | 23 nov 2024, 14:40 | agganciato alla ISS | agganciato alla ISS | agganciato alla ISS                                               |
| 170 | Progress MS-30 ISS‑91P                  | Russia (bandiera)         | Logistica             | Sojuz 2.1a       | 27 feb 2025, 21:54    | 1 mar 2025, 23:04 | agganciato alla ISS | agganciato alla ISS | agganciato alla ISS                                               |
| 171 | SpaceX CRS-32 CRS SpX‑32                | Stati Uniti (bandiera)    | Logistica             | Falcon 9 Block 5 | 21 apr 2025, 08:15    | 22 apr 2025, 12:20 | agganciato alla ISS | agganciato alla ISS | agganciato alla ISS                                               |
| #   | Veicolo - ISS flight number             | Paese                     | Missione              | Lanciatore       | Data lancio (UTC)     | Data aggancio (UTC) | Data sgancio (UTC) | Durata | Deorbit                                                           |

- Per i veicoli che sono stati agganciati alla ISS utilizzando il braccio robotico Canadarm2 vengono forniti gli orari di aggancio e sgancio dalla ISS. Per quei veicoli non viene fornito il tempo di aggancio e sgancio ma solo quello di cattura e di rilascio dal Canadarm2.

## Voli spaziali futuri
| Veicolo        | Paese                  | ISS flight number | Missione  | Lanciatore          | Data inizio prevista (UTC) |
| -------------- | ---------------------- | ----------------- | --------- | ------------------- | -------------------------- |
| SSC Demo-1     | Stati Uniti (bandiera) | CRS SSC-1         | Logistica | Vulcan Centaur VC4L | Maggio 2025                |
| Progress MS-31 | Russia (bandiera)      | ISS-92P           | Logistica | Sojuz 2.1a          | Maggio 2025                |
| Cygnus NG-22   | Stati Uniti (bandiera) | CRS NG-22         | Logistica | Falcon 9 Block 5    | Giugno 2025                |
| Cygnus NG-23   | Stati Uniti (bandiera) | CRS NG-23         | Logistica | Antares 300         | Agosto 2025                |
| Progress MS-32 | Russia (bandiera)      | ISS-93P           | Logistica | Sojuz 2.1a          | Agosto 2025                |
| HTV-X1         | Giappone (bandiera)    | HTV-X1            | Logistica | H3-24W              | Settembre 2025             |